# Элафомицес
Элафо́мицес, оле́ний трю́фель (лат. Elaphomyces) — род грибов-аскомицетов, относимый к классу Eurotiomycetes. Образует подземные шаровидные плодовые тела.
Плодовые тела этого рода грибов нередко путают с трюфелями (Tuber), в отличие от которых, они съедобны только в молодом возрасте.

## Описание
Плодовые тела (аскомы) — грубо шаровидные клейстотеции. Поверхность голая или опушённо-бархатистая, гладкая или покрытая многочисленными бородавочками пирамидальной или округлой формы, нередко окружены многочисленным мицелием, гифы которого могут оплетать плодовые тела густой сетью, сплетаясь с частицами почвы образуя корочку. Окраска чёрная, коричневая, бледно-коричневая до жёлтой.
Запах мякоти обычно слабый и малозаметный.
Перидий двухслойный: внешний слой, часто бородавчатый, — состоит из переплетённых гиф; внутренний слой — псевдопаренхимный или также из переплетённых гиф. Глеба с одной полостью, вскоре наполненная аскогенными гифами, при созревании спор — с порошкообразной споровой массой чёрного или коричневого цвета.
Аски восьмиспоровые, шаровидные, неамилоидные. Аскоспоры шаровидные, шиповатые, рубчатые или сетчатые, чёрного или коричневого цвета.
Анаморфной стадии, насколько известно, нет (ранее предполагалось, что ею является ценококкум).

## Ареал и экология

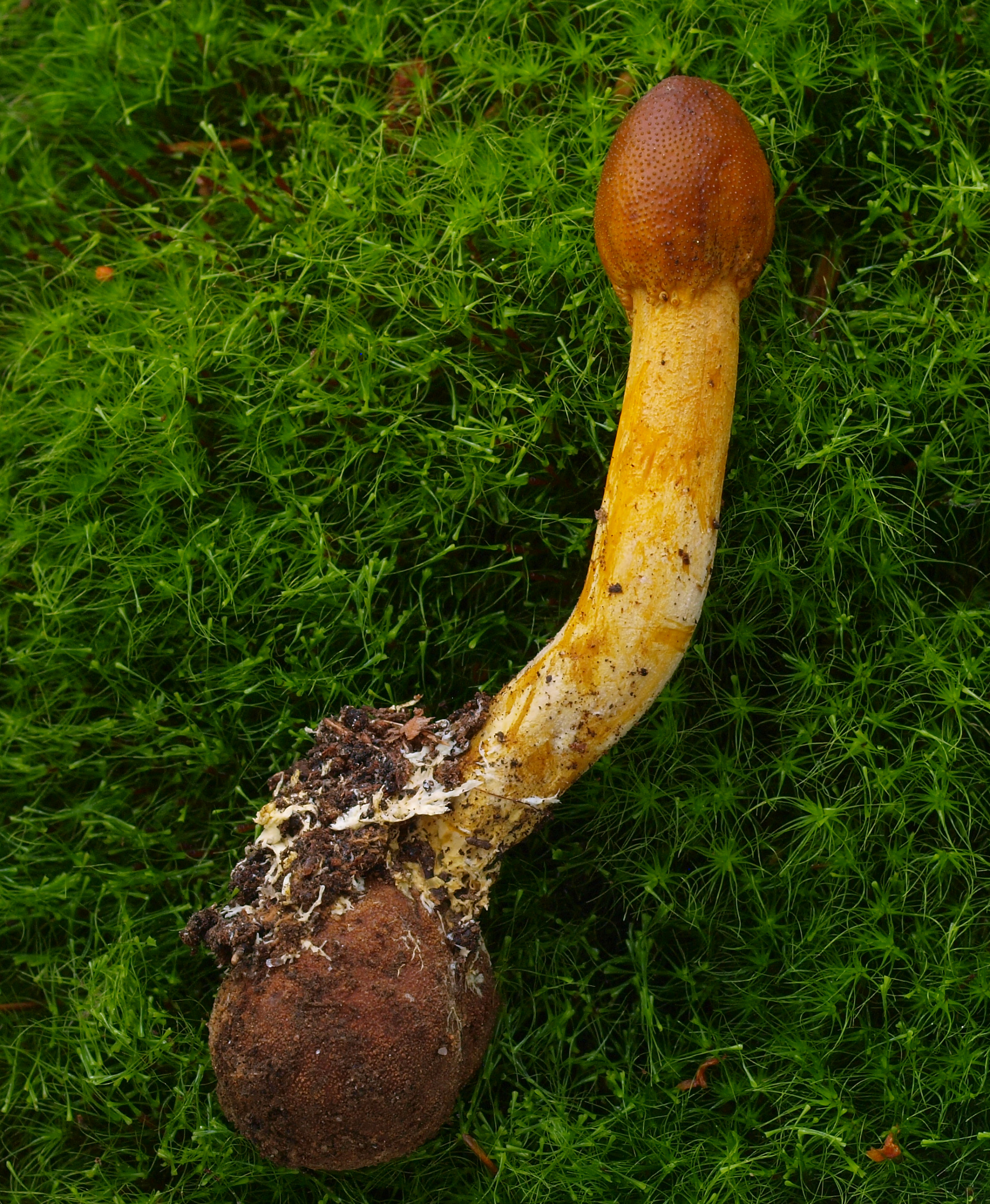
Elaphocordyceps capitata

Род с космополитичным ареалом, один из самых распространённых родов подземных макромицетов.
Все виды рода образуют эктомикоризу с различными деревьями и кустарниками.
На некоторых видах рода паразитируют виды Elaphocordyceps, что делает их довольно легко обнаруживаемыми.

## Таксономия
Научное название рода образовано от др.-греч. ἔλαφος — «олень» и μύκης — «гриб».

### Синонимы
- Ascoscleroderma Clémencet, 1932
- Ceratogaster Corda, 1841
- Ceraunium Wallr., 1833, nom. superfl.
- Hypogaeum Pers., 1794
- Lycoperdastrum Haller ex Kuntze, 1891
- Phymatium Chevall., 1826

### Виды
По данным 10-го издания Словаря грибов Эйнсуорта и Бисби, род включает 25 видов. Некоторые из них:
- Elaphomyces aculeatus Vittad., 1831
- Elaphomyces anthracinus Vittad., 1831
- Elaphomyces appalachiensis Linder, 1939
- Elaphomyces asperulus Vittad., 1831
- Elaphomyces cyanosporus Tul. & C.Tul., 1851
- Elaphomyces decipiens Vittad., 1831
- Elaphomyces granulatus Nees, 1820 — Элафомицес зернистый, или Олений трюфель
- Elaphomyces leveillei Tul. & C.Tul., 1841
- Elaphomyces maculatus Vittad., 1831 — Элафомицес пятнистый
- Elaphomyces muricatus Fr., 1829
- Elaphomyces mutabilis Vittad., 1831
- Elaphomyces papillatus Vittad., 1831
- Elaphomyces striatosporus Kers, 1980
- Elaphomyces subviscidus (Zeller) Trappe & Guzmán, 1972
- Elaphomyces variegatus Vittad., 1831